# Meyer Lansky
Meyer Lansky, nascido como Meier Suchowlański (Grodno, 4 de julho de 1902 - Miami, 15 de janeiro de 1983), foi um gangster russo-americano  aderente à Máfia.
Nativo do Império Russo (seus pais eram judeus polacos), ele mudou-se para Nova York em 1911.
Seu primeiro encontro com um dos mais importantes expoentes da máfia de Nova Iorque, Charles "Lucky" Luciano, se deu na escola. Luciano, que extorquia dinheiro dos outros alunos oferecendo proteção, tentou fazer o mesmo com Lansky, mas Lansky recusou-se a pagar. Luciano ficou impressionado com sua reação corajosa e desde então se tornaram amigos.
Lansky foi fundamental na escalada de Luciano ao topo do mundo do crime, salvando sua vida por diversas vezes. Uma delas, foi quando o alertou que Salvatore Maranzano conspirava para assassiná-lo. Luciano pôde agir com antecedência, e eliminar os rivais.

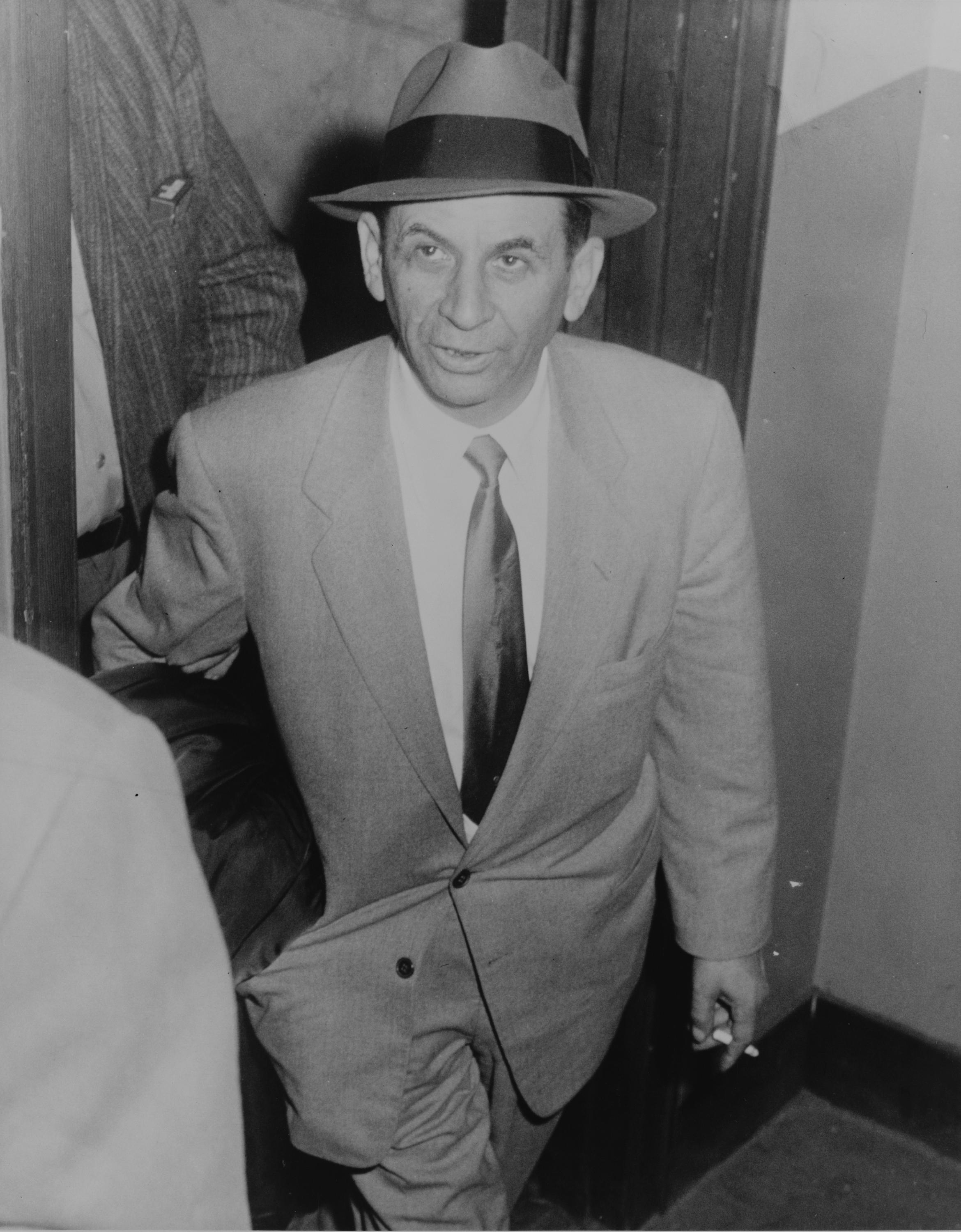
Meyer Lansky 1958

## Jogo
Lansky conviveu com muitos outros gangsters nos anos 30, incluindo Bugsy Siegel. Quando, em 1936, Luciano foi preso, Lansky moveu a sua sede operacional na Flórida, Nova Orleães e Cuba. Juntamente com Siegel foi um dos promotores do projeto Las Vegas, que levaria a uma maior expansão desta cidade do estado de Nevada, conhecida pelo jogo.
Após a sentença de Al Capone em 1931 - por evasão fiscal - , Lansky moveu para bancos europeus grande parte do dinheiro proveniente de casinos.
Futuramente, Lansky indica seu sócio Bugsy Siegel em diversas reuniões da Máfia, deixando-o em cargo das operações em Las Vegas e se tornou um grande investidor do projeto do hotel de Bugsy Siegel, o Flamingo Hotel.

### Flamingo Hotel
Durante os anos 40, seu sócio Bugsy Siegel, convence os chefes da Máfia (incluindo Lansky), a investir no projeto, e construção, de um novo Cassino Hotel, em Las Vegas, o Flamingo Hotel. Depois de longos atrasos e aumento dos custos, o Flamingo Hotel ainda não estava aberto e funcionando. Para discutir o problema do Hotel Flamingo, os investidores da máfia comparecem a um reunião secreta em Havana, Cuba. Enquanto outros chefes queriam a morte de  Bugsy Siegel, Lansky pedia a eles uma segunda chance para o amigo. Apesar do alerta, Siegel continua a perder o dinheiro da máfia com o Flamingo Hotel. Uma segunda reunião foi convocada, mas na ocasião desta reunião, o casino apresenta um pequeno lucro. Lansky mais uma vez, com ajuda de Luciano, convence a família a dar a Bugsy Siegel um pouco mais de prazo.
No entanto, para Siegel, o Flamingo rapidamente volta ao vermelho. Uma terceira reunião é convocada e sendo a situação considerada humilhante para a família, esta decide por um fim a Siegel. É dito que o próprio Lansky teve que dar a sua aprovação para eliminar Siegel, por causa de seu longo relacionamento com Siegel e seu status na família.
Em 20 de junho de 1947, Bugsy Siegel foi assassinado em Beverly Hills, Califórnia. Vinte minutos após o atentado, os sócios de Lansky, incluindo Gus Greenbaum e Moe Sedway, entraram no Flamingo Hotel e tomaram posse do mesmo. De acordo com o FBI, Lansky guardou interesse substancial pelo Flamingo durante os 20 anos subsequentes.
Este fato marcou uma transferência de poder em Vegas, de Nova Iorque, para as famílias do crime de Chicago.

## Década de 1960
Na década de sessenta Meyer Lansky - que, entretanto, tinha começado a investir fundos de origem ilícita no negócio de hotéis - estava envolvido nos assuntos de drogas, contrabando, prostituição e extorsão.
Problemas com o imposto o forçaram a, no final dos anos setenta, transferir-se para Israel, tentou em vão obter cidadania. Viveu três anos em Israel, antes de retornar aos EUA onde viveu em sua casa em Miami Beach até sua morte em 1983, vítima de câncer de pulmão. Deixou uma viúva, 3 filhos e mais de US$ 300 milhões de dólares em contas bancárias ocultas, jamais encontradas.

## Filmes sobre Lansky
- A vida de Lansky inspirou o personagem de Hyman Roth, protagonizado por Lee Strasberg, que aparece no filme The Godfather: Part II (1974).
- Na série da NBC de 1981, The Gangster Chronicles, o personagem de Michael Lasker foi interpretada por Brian Benben, e baseado em Lansky (o nome Lansky foi alterado para Lasker, pois Lansky ainda estava vivo).
- O ator Ben Kingsley interpretou, Lansky, em 1991, no filme biográfico sobre Bugsy Siegel. Ainda em 1991, o mesmo papel foi desempenhado por Patrick Dempsey, no filme  Mobsters.
- Lansky, filme de TV, de 1999, com Richard Dreyfuss (Lansky), Eric Roberts (Bugsy Siegel) e Anthony LaPaglia (Lucky Luciano).
- Meyer Lansky foi retratado na tela, por Dustin Hoffman em 2005, no filme The Lost City.